# Cesare Bovo
Cesare Bovo (Roma, 14 gennaio 1983) è un allenatore di calcio ed ex calciatore italiano, di ruolo difensore, tecnico della formazione Under-17 del Palermo.

## Biografia
Ha due figlie avute dalla sua compagna, una donna palermitana.
Deferito per i fatti di Genoa-Siena 1-4 del 2011-2012 (pressioni da parte dei tifosi allo stadio con i giocatori che si dovettero togliere la maglia), il 6 ottobre 2012 la Procura federale ha chiesto 30.000 euro di multa per Bovo e altri suoi quattordici compagni di squadra.

## Caratteristiche tecniche
Era un difensore centrale nato come terzino sinistro, abile con la palla fra i piedi e in grado di occupare tutti i ruoli nella difesa a 3 o a 4.

## Carriera

### Club

#### Gli inizi
Cresciuto calcisticamente nella Roma, fa parte della rosa Campione d'Italia nella stagione 2000-2001, mentre nella stagione 2001-2002 gioca solo la partita di Coppa Italia Brescia-Roma (3-0) dell'8 gennaio 2002. Nel 2002 viene mandato in prestito al Lecce, dove resta due anni, ottenendo prima la promozione in Serie A nel 2002-2003 e facendo poi il suo esordio in massima serie il 5 ottobre 2003 in Lecce-Brescia (1-4). Il 2 maggio 2004 realizza il gol del 2-1 casalingo sull'Inter, successo che sancisce la salvezza dei salentini.

#### Parma e Roma
Nel 2004 si trasferisce al Parma, dove si mette in mostra con buone prestazioni, tanto che il Palermo compra metà del suo cartellino. Anche in questa stagione segna 2 gol in campionato. Nell'estate del 2005 Bovo torna alla Roma, nella sua città natale. La sua presenza in campo è spesso ostacolata dalla concorrenza di Cristian Chivu, Philippe Mexès e Samuel Kuffour, tanto che l'allenatore Luciano Spalletti spesso lo schiera come terzino.

#### Palermo, Torino e Genoa
Dopo le insistenze del presidente del Palermo, Maurizio Zamparini, che aveva dichiarato di voler riscattare a tutti i costi la metà del cartellino di Bovo, il trasferimento del difensore in rosanero si è concretizzato nel giugno 2006 per 2,1 milioni di euro, cifra di 200.000 superiore a quella offerta dalla Roma.
Nell'ultimo giorno di mercato del gennaio 2007 si è trasferito al Torino a titolo temporaneo.
Dopo la fine del prestito si è riaggregato al gruppo rosanero. Poco dopo è stato acquistato dal Genoa, guidato da Gian Piero Gasperini, nel luglio 2007 in compartecipazione per 3,3 milioni di euro.

#### Il ritorno al Palermo

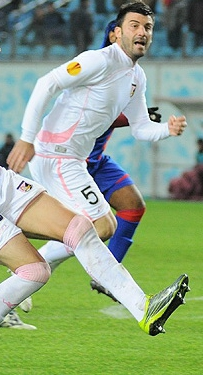
Bovo in azione durante - del 4 novembre 2010.

Il 19 giugno 2008 viene riscattato dal Palermo per 3 milioni più il cartellino di Giuseppe Biava.
Ha fatto il suo secondo esordio col Palermo nella partita del terzo turno di Coppa Italia contro il Ravenna (1-2), mentre la prima rete in rosanero è arrivata alla terza giornata di campionato proprio contro il Genoa, con un gran tiro da fuori area. Termina la stagione con 28 presenze anche a causa dei molti cartellini ricevuti. Della squadra rosanero è stato anche il vice-capitano insieme a Fabrizio Miccoli.
Nella stagione 2009-2010, una delle migliori in carriera, segna la prima rete il 25 ottobre 2009 nella vittoria casalinga contro l'Udinese alla nona giornata di campionato, con un gran tiro al volo dal limite dell'area, deviato. Sul finire di stagione soffre di metatarsalgia che lo costringono all'operazione in data 12 aprile 2010. Torna in campo il 24 aprile, segnando la prima rete del 3-1 sul Milan, sfida valevole per la 35ª giornata di campionato. Chiude la stagione con un totale di 29 presenze e 2 reti in campionato, più 3 presenze in Coppa Italia. 
Il Palermo di Cesare Bovo chiude al quinto posto il campionato qualificandosi alla Coppa Europa League 2010 - 2011. 
Nella stagione 2010-2011, nella partita casalinga dell'11 dicembre vinta per 3-1 in casa contro il Parma, indossa per la prima volta la fascia di capitano della squadra rosanero in stagione, vista la contemporanea assenza di Mattia Cassani per squalifica, di Giulio Migliaccio per infortunio e la sostituzione di Fabrizio Miccoli. Il 22 gennaio 2011, in Palermo-Brescia (1-0) della 21ª giornata, è autore del gol vittoria su calcio di punizione all'86º minuto.
Il 10 aprile 2011, in Palermo-Cesena (2-2), ottiene la 100ª presenza con la maglia del Palermo; le apparizioni sono così suddivise: 86 in campionato, 7 in Coppa Italia e 7 nelle coppe europee.
Il 23 aprile, nella partita casalinga contro il Napoli valevole per la 34ª giornata e vinta per 2-1, mette a segno il suo terzo gol in campionato con un calcio di rigore, superando così il suo personale record di marcature.
Il 10 maggio, nella semifinale di ritorno di Coppa Italia contro il Milan, segna al 78' il gol del 2-0 su calcio di rigore che, dopo il 2-1 finale, qualifica il Palermo alla finale poi persa per 3-1 contro l'Inter, partita che non può giocare a causa dell'espulsione rimediata un minuto dopo il gol. Chiude la stagione con 43 presenze e 5 gol segnati fra il massimo campionato italiano, l'Europa League e la Coppa Italia.
A stagione 2011-2012 iniziata, dopo aver giocato le due sfide del terzo turno preliminare di Europa League contro gli svizzeri del Thun, lascia la squadra rosanero dopo un complessivo di 108 presenze ed 8 gol realizzati.

#### Il ritorno al Genoa
Il 23 agosto si trasferisce al Genoa in prestito oneroso di 200.000 euro con diritto di riscatto fissato a 4 milioni di euro; il giocatore ha firmato un contratto triennale con la società ligure, in cui torna dopo tre anni. Qui è soprannominato Kaiser.
Esordisce in maglia rossoblu in Genoa-Atalanta (2-2) della seconda giornata di campionato (la prima è stata rinviata) disputata l'11 settembre. Si infortuna all'inizio della stagione, saltando gran parte della stessa.
Il 13 gennaio 2012 il Genoa riscatta il giocatore, nella trattativa che ha portato Emiliano Viviano al Palermo. Rientra in campo il 7 aprile 2012, alla 31ª giornata, subentrando a Emiliano Moretti all'81' di Novara-Genoa (1-1). Nella partita contro il Siena riporta un trauma distorsivo al ginocchio destro, con rottura del menisco esterno, che gli fa chiudere anzitempo la stagione con 8 presenze.
Il 18 novembre 2012, alla 13ª giornata, segna un autogol al 36' durante il derby della Lanterna contro la Sampdoria che si conclude 3-1 a favore dei blucerchiati.

#### Il ritorno al Torino
Il 9 luglio 2013 si trasferisce nuovamente al Torino, questa volta a titolo definitivo, sei anni dopo la precedente esperienza coi colori granata. In stagione gioca 20 partite di campionato e il 2 giugno 2014 rinnova il contratto fino al 2016. Segna il primo gol in maglia granata il 31 ottobre 2015 durante la stracittadina contro la Juventus siglando il gol del momentaneo pareggio del Torino. Si ripete il 22 novembre contro l'Atalanta. Tre giorni dopo rinnova il contratto con il club fino al 2017.

#### Pescara, ritorno al Lecce e ritiro
Nel gennaio 2017 si trasferisce al Pescara, con cui totalizza 10 presenze nel campionato di Serie A 2016-2017 e 7 presenze nel campionato di Serie B 2017-2018.
Rimasto svincolato dopo l'esperienza con il Pescara, il 12 settembre 2018 firma un contratto annuale con il Lecce, club neo-promosso in Serie B, tornando a vestire la maglia dei salentini quattordici anni dopo l'ultima volta. Nonostante l’annata in giallorosso sia travagliata dal punto di vista personale a causa di continui infortuni, Bovo ottiene la promozione in Serie A (per la seconda volta con la maglia del Lecce) totalizzando 8 presenze.
Al termine della stagione, rimane svincolato e si ritira all'età di 36 anni.

### Nazionale
Bovo ha fatto parte della nazionale Under-21, di cui è stato anche capitano, che ha vinto il campionato europeo Under-21 nel 2004, nel quale ha anche segnato il gol del momentaneo 2-0 all'81', in finale contro la Serbia. La partita poi finirà 3-0 per gli azzurri.
Sempre nel 2004 ha giocato anche nella nazionale olimpica alle Olimpiadi di Atene, dove ha segnato un gol-vittoria nei tempi supplementari contro il Mali ai quarti di finale. Alla fine del torneo ha vinto la medaglia di bronzo.
Nel 2006 ha disputato il suo secondo europeo Under-21, uscendo al primo turno.
Il 28 agosto 2010 ha ottenuto la prima convocazione nella nazionale maggiore da parte del nuovo CT Cesare Prandelli, per le partite contro Estonia e Fær Øer valide per le qualificazioni all'europeo 2012, ma non è stato schierato in campo.

### Allenatore
Una volta ritiratosi diviene collaboratore dell'allenatore Fabio Liverani, suo ultimo tecnico al Lecce da giocatore, e proprio con i giallorossi nel 2019 inizia la sua attività in panchina. Terminata l'esperienza in Salento, segue il tecnico romano sia al Parma, dove quindici anni prima militò da calciatore, raggiungendo la semifinale di Coppa UEFA e la salvezza allo spareggio, sia poi al Cagliari nell'estate del 2022. Con i sardi è la prima esperienza da vice allenatore, e il 13 agosto alla prima giornata di Serie B allo Stadio Giuseppe Sinigaglia di Como si siede in panchina da primo allenatore in sostituzione dello squalificato Liverani.
Il mese seguente consegue il patentino UEFA A a Coverciano che abilita ad allenare formazioni giovanili e squadre fino alla Lega Pro e consente di essere allenatore in seconda in Serie A e B. Il 20 dicembre viene sollevato dall’incarico insieme a Liverani e al resto dello staff.
Nell’estate del 2023 dopo 12 anni torna al Palermo come collaboratore di Eugenio Corini. Nell'aprile successivo viene confermato ugualmente nello staff del sostituto dell'esonerato Corini, Michele Mignani, fino al termine della stagione.
Il 1º aprile 2025 ritorna nel club rosanero, in sostituzione di Dario Golesano, sulla panchina della formazione Under-17.

## Statistiche

### Presenze e reti nei club
Statistiche aggiornate al 19 gennaio 2019.
| Stagione        | Squadra         | Campionato      | Campionato | Campionato | Coppe nazionali | Coppe nazionali | Coppe nazionali | Coppe continentali | Coppe continentali | Coppe continentali | Altre coppe | Altre coppe | Altre coppe | Totale | Totale |
| Stagione        | Squadra         | Comp            | Pres       | Reti       | Comp            | Pres            | Reti            | Comp               | Pres               | Reti               | Comp        | Pres        | Reti        | Pres   | Reti   |
| --------------- | --------------- | --------------- | ---------- | ---------- | --------------- | --------------- | --------------- | ------------------ | ------------------ | ------------------ | ----------- | ----------- | ----------- | ------ | ------ |
| 2001-2002       | Roma            | A               | 0          | 0          | CI              | 1               | 0               | UCL                | 0                  | 0                  | -           | -           | -           | 1      | 0      |
| 2002-2003       | Lecce           | B               | 11         | 0          | CI              | 2               | 0               | -                  | -                  | -                  | -           | -           | -           | 13     | 0      |
| 2003-2004       | Lecce           | A               | 19         | 2          | CI              | 0               | 0               | -                  | -                  | -                  | -           | -           | -           | 19     | 2      |
| 2004-2005       | Parma           | A               | 31+2       | 2+0        | CI              | 1               | 0               | CU                 | 8                  | 0                  | -           | -           | -           | 42     | 2      |
| 2005-2006       | Roma            | A               | 22         | 0          | CI              | 7               | 0               | CU                 | 7                  | 1                  | -           | -           | -           | 36     | 1      |
| Totale Roma     | Totale Roma     | Totale Roma     | 22         | 0          |                 | 8               | 0               |                    | 7                  | 1                  |             | -           | -           | 37     | 1      |
| 2006-gen. 2007  | Palermo         | A               | 1          | 0          | CI              | 1               | 0               | CU                 | 0                  | 0                  | -           | -           | -           | 2      | 0      |
| gen.-giu. 2007  | Torino          | A               | 7          | 1          | CI              | 0               | 0               | -                  | -                  | -                  | -           | -           | -           | 7      | 1      |
| 2007-2008       | Genoa           | A               | 27         | 0          | CI              | 0               | 0               | -                  | -                  | -                  | -           | -           | -           | 27     | 0      |
| 2008-2009       | Palermo         | A               | 28         | 1          | CI              | 1               | 0               | -                  | -                  | -                  | -           | -           | -           | 29     | 1      |
| 2009-2010       | Palermo         | A               | 29         | 2          | CI              | 3               | 0               | -                  | -                  | -                  | -           | -           | -           | 32     | 2      |
| 2010-2011       | Palermo         | A               | 32         | 4          | CI              | 4               | 1               | UEL                | 7                  | 0                  | -           | -           | -           | 43     | 5      |
| lug.-ago. 2011  | Palermo         | -               | -          | -          | -               | -               | -               | UEL                | 2                  | 0                  | -           | -           | -           | 2      | 0      |
| Totale Palermo  | Totale Palermo  | Totale Palermo  | 90         | 7          |                 | 9               | 1               |                    | 9                  | 0                  |             | -           | -           | 108    | 8      |
| 2011-2012       | Genoa           | A               | 8          | 0          | CI              | 0               | 0               | -                  | -                  | -                  | -           | -           | -           | 8      | 0      |
| 2012-2013       | Genoa           | A               | 13         | 0          | CI              | 0               | 0               | -                  | -                  | -                  | -           | -           | -           | 13     | 0      |
| Totale Genoa    | Totale Genoa    | Totale Genoa    | 48         | 0          |                 | 0               | 0               |                    | -                  | -                  |             | -           | -           | 48     | 0      |
| 2013-2014       | Torino          | A               | 20         | 0          | CI              | 0               | 0               | -                  | -                  | -                  | -           | -           | -           | 20     | 0      |
| 2014-2015       | Torino          | A               | 15         | 0          | CI              | 0               | 0               | UEL                | 6                  | 0                  | -           | -           | -           | 21     | 0      |
| 2015-2016       | Torino          | A               | 21         | 2          | CI              | 3               | 0               | -                  | -                  | -                  | -           | -           | -           | 24     | 2      |
| 2016-gen. 2017  | Torino          | A               | 4          | 0          | CI              | 2               | 0               | -                  | -                  | -                  | -           | -           | -           | 6      | 0      |
| Totale Torino   | Totale Torino   | Totale Torino   | 67         | 3          |                 | 5               | 0               |                    | 6                  | 0                  |             | -           | -           | 78     | 3      |
| gen.-giu. 2017  | Pescara         | A               | 10         | 0          | CI              | -               | -               | -                  | -                  | -                  | -           | -           | -           | 10     | 0      |
| 2017-2018       | Pescara         | B               | 8          | 0          | CI              | -               | -               | -                  | -                  | -                  | -           | -           | -           | 8      | 0      |
| Totale Pescara  | Totale Pescara  | Totale Pescara  | 18         | 0          |                 | 0               | 0               |                    | -                  | -                  |             | -           | -           | 18     | 0      |
| 2018-2019       | Lecce           | B               | 8          | 0          | CI              | -               | -               |                    |                    |                    |             |             |             | 8      | 0      |
| Totale Lecce    | Totale Lecce    | Totale Lecce    | 38         | 2          |                 | 2               | 0               |                    |                    |                    |             |             |             | 40     | 2      |
| Totale carriera | Totale carriera | Totale carriera | 314+2      | 14+0       |                 | 25              | 1               |                    | 30                 | 1                  |             | -           | -           | 371    | 16     |

## Palmarès

### Giocatore

#### Club

##### Competizioni giovanili
- Campionato Primavera: 1

Lecce: 2002-2003

##### Competizioni nazionali
- Campionato italiano: 1

Roma: 2000-2001

#### Nazionale
- Campionato d'Europa Under-21: 1

Germania 2004
- Bronzo olimpico: 1

Atene 2004